# Ad Konings
Adrianus Franciscus Johannes Marinus Maria Konings (* 11. Januar 1956 in Roosendaal, Niederlande) ist ein niederländischer Ichthyologe. Sein Forschungsschwerpunkt sind die Buntbarsche (Cichlidae).

## Leben
Als vierzehnjähriger Schüler begann Konings mit der Haltung von Buntbarschen im Aquarium. Ab 1974 studierte er Biomedizin an der Universiteit van Amsterdam, wo er 1980 sein Doktorexamen ablegte. Von 1980 bis 1986 betrieb er molekularbiologische Forschungsarbeit über lysosomale Enzyme an der Erasmus-Universität Rotterdam. 1986 zog Konings nach Deutschland, wo er mit seiner Lebensgefährtin Gertrud und den beiden Töchtern in St. Leon-Rot in der Nähe von Heidelberg lebte. Ferner arbeitete er für 18 Monate an der Abteilung für Parasitologie der Universität Heidelberg. Nach einer Mitarbeit am Werk Cichliden van de wereld von Martin Geerts im Jahr 1986 erschien 1987 in niederländischer Sprache sein erstes Buch Tanganjikacichliden in hun natuurlijke omgeving über die Buntbarsche des Tanganjikasees. 1991 gründete Konings den Verlag Cichlid Press, mit dem Buch Cichlids Yearbook, vol. 1 als erste Eigenpublikation. 1996 heirateten Ad und Gertrud Konings in Malawi. Im selben Jahr verlegte er seinen Wohnort nach El Paso, Texas.
Konings zählt zu den weltweit bekanntesten Experten über die Buntbarschfauna des Malawisees und des Tanganjikasees. Er ist Erstbeschreiber oder Mitbeschreiber von zahlreichen Buntbarscharten, darunter Sciaenochromis fryeri, Chindongo saulosi, Chindongo demasoni, Maylandia estherae, Copadichromis trewavasae, Copadichromis azureus sowie zu den Gattungen Mchenga und Chindongo.

## Dedikationsnamen
Nach Konings sind die Buntbarscharten Aulonocara koningsi, Placidochromis koningsi und Metriaclima koningsi (aus dem Malawisee) sowie Hemibates koningsi aus dem Tanganjikasee benannt. Die Art Aulonocara gertrudae benannte Konings nach seiner Frau.

## Schriften (Auswahl)
- Tanganyika Cichlids, 1988 (deutsch: Tanganjika Cichliden, 1988)
- Malawi Cichlids in Their Natural Habitat Vol. 1, 1989 (deutsch: Malawi Cichliden in ihrem natürlichen Lebensraum, Band 1., 1989)
- Cichlids from Central America, 1989 (deutsch: Cichliden Zentralamerikas, 1989)
- Ad Konings's Book of Cichlids and All the Other Fishes of Lake Malawi, 1990 (deutsch: Konings Buch der Cichliden und aller anderen Fische des Malawisees, 1992, Nauauflage unter dem Titel Das große Buch der Malawi Cichliden, 1995)
- Cichlids Yearbook, vol. 1, 1991 (jährlich fortlaufend bis Band 6, 1996)
- Tanganyika Secrets, 1992 (deutsch: Geheimnisse de Tanganjikasees, 1992) (mit Horst Walter Dieckhoff)
- Enjoying Cichlids, 1993 (deutsch: Cichliden artgerecht gepflegt, 1993)
- Malawi Cichlids in Their Natural Habitat Vol. 2, 1995 (deutsch: Malawi Cichliden in ihrem natürlichen Lebensraum. Band 2., 1995)
- Back to Nature. Handbuch für Tanganjika-Buntbarsche, 2005 (mit Gertrud Konings)
- Cacti of Texas in Their Natural Habitat, 2009 (mit Gertrud Konings)
- Featherfins in Their Natural Habitat, 2014